# Miss Bulgária
O Miss Bulgária é um concurso de beleza feminino realizado anualmente no país. 
O concurso existe desde 1991, sendo a vencedora enviada para o Miss Mundo e a segunda colocada ao Miss Universo. 
O concurso, visa eleger uma candidata para que esta possa representar o seu país com beleza e elegância no Miss Universo e no Miss Mundo.

## Vencedoras
| Ano  | Miss Bulgária         | Colocação |
| 1991 | Christy Drumevá       |           |
| 1992 | Mihaela Nikolová      |           |
| 1993 | Lilia Köevá           |           |
| 1994 | Nevena Marinová       |           |
| 1995 | Boiana Dimitrová      |           |
| 1996 | Maria Sinigerová      |           |
| 1997 | Krasimira Todorová    |           |
| 1998 | Natalia Gourková      |           |
| 2000 | Magdalina Valtchanová |           |
| 2001 | Ivaila Bakalová       |           |
| 2002 | Elena Dimitrová       |           |
| 2003 | Elena Tihomirová      |           |
| 2004 | Ivelina Petrová       |           |
| 2005 | Galina Ganchevá       |           |
| 2006 | Galena Dimová         |           |
| 2007 | Gergana Kochanová     |           |
| 2009 | Elitsa Lubenová       |           |